# Croix des Âges
La croix des Âges, également appelée croix de la Roi, est une croix de chemin en grès houiller située à Archignat, dans l'ouest du département de l'Allier dans le centre de la France. Elle date de la fin du XVe siècle ou début du XVIe siècle. Elle est classée Monument historique depuis 1969.

## Description
Croix en grès houiller, le milieu de son fut est sculpté en ronde-bosse un personnage représentant probablement saint André (une croix en forme de X est sculptée à côté). Au dessus de sa tête, en saillie, un dais sculpté d'une coquille sous accolade. Au sommet du fut, d'un côté de la croix, est sculpté un christ crucifié en partie mutilé et du côté opposé, une Vierge à l'enfant, debout sur un socle prismatique et la tête couronnée.

## Localisation
La croix est située dans l'extrême ouest du département français de l'Allier, à la limite du département de la Creuse et non loin de celui du Cher, sur la commune rurale d'Archignat, dans le pays d'Huriel. Elle se dresse sur le bord d'une route de crête, la route départementale 150 (dite à cet endroit route de Chambérat), à son intersection avec le chemin vicinal 311, à 700 mètres au nord-ouest du village.

## Historique
Au Moyen Âge, a existé une seigneurie des Ages sur l'actuel territoire de la commune (un hameau porte toujours ce nom, non loin de l'emplacement de la croix). La famille des seigneurs des Ages a probablement fait ériger cette croix.
L'édifice est classé au titre des monuments historiques le 23 mai 1969.